# Stanisław Schulz

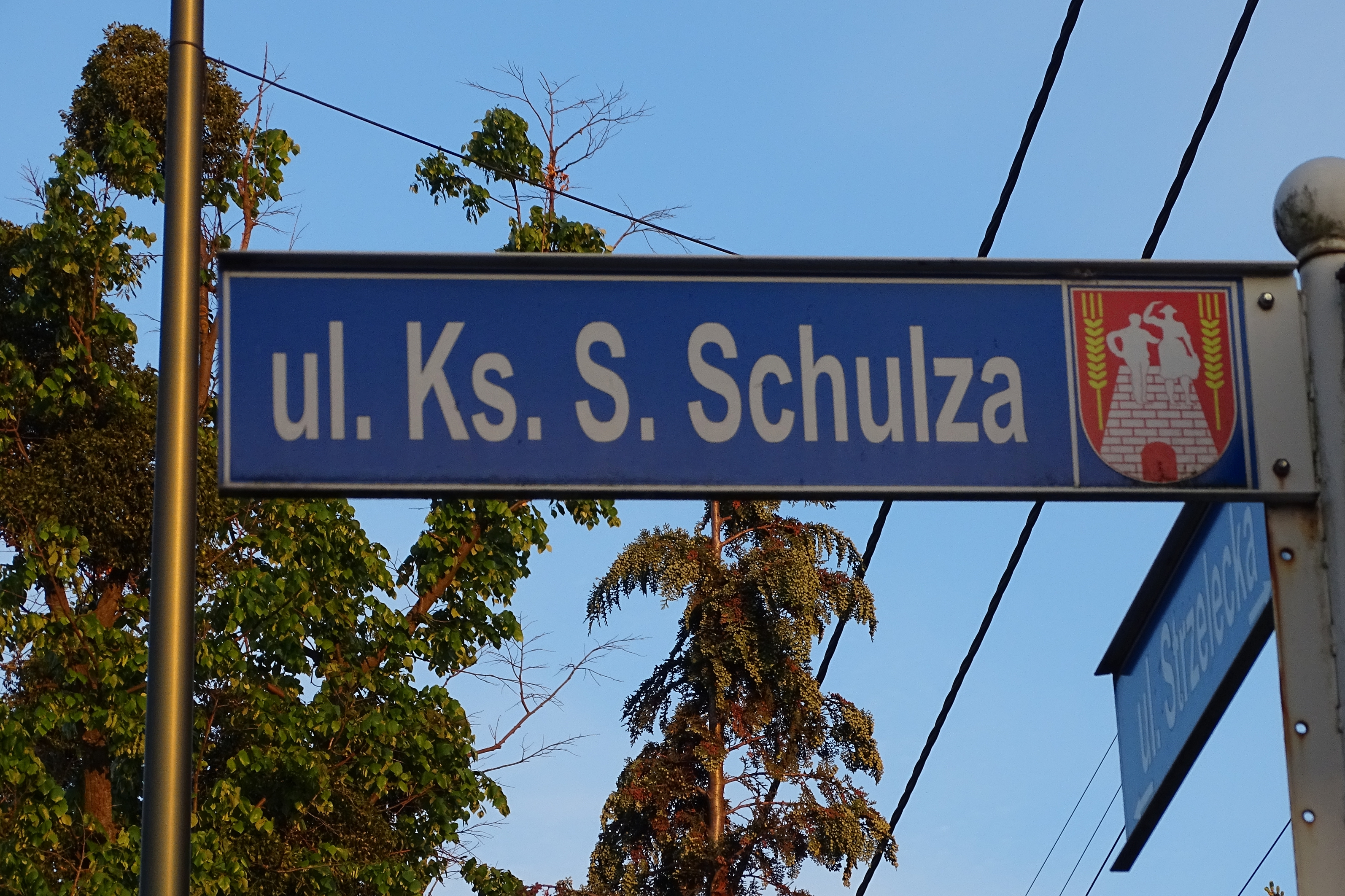
Ulica ks. Stanisława Schulza w Gogolinie

Stanisław Schulz (ur. 14 grudnia 1908 w Obrowcu, zm. 7 marca 1970 w Gogolinie) – ksiądz katolicki działający na Górnym Śląsku.
Uczył się w gimnazjum w Krapkowicach, kontynuując naukę i zdając maturę w gimnazjum w Opolu. Następnie podjął studia teologiczne na Uniwersytecie Wrocławskim. We Wrocławiu przyjął święcenia kapłańskie w roku 1935. W kolejnych latach był wikariuszem m.in. w Zabrzu oraz Koźlu. W czerwcu 1945 został mianowany proboszczem parafii Najświętszego Serca Pana Jezusa w Gogolinie i stanowisko to piastował do śmierci. Nauczał też w seminariach duchownych w Nysie oraz w Opolu, gdzie wykładał liturgikę i był prefektem. Uczył również w Liceum Ogólnokształcącym w Gogolinie. Został mianowany dziekanem. 
Zmarł w wyniku obrażeń odniesionych w wypadku samochodowym. Pogrzebowi przewodniczył biskup Wacław Wycisk.
Napisał książkę o pierwszym proboszczu gogolińskim, ks. Karolu Lange (wydanie pośmiertnie w 1993, wyd. Związek Górnośląski).
Ksiądz Stanisław Schulz jest patronem ulicy w Gogolinie.